# San Nazzaro
San Nazzaro là một đô thị ở tỉnh Benevento trong vùng Campania, có vị trí khoảng 60 km về phía đông bắc của Napoli và khoảng 12 km về phía đông nam của Benevento. Tại thời điểm ngày 31 tháng 12 năm 2004, đô thị này có dân số 849 người và diện tích là 2,0 km².
San Nazzaro giáp các đô thị: Calvi, Montefusco, Pietradefusi, San Giorgio del Sannio, San Martino Sannita.